# René Gagnaux
René Gagnaux (Lausanne, Suíça, 4 de janeiro de 1929 — Manhiça, Moçambique, 2 de maio de 1990) foi um médico e missionário suíço que trabalhou em Moçambique de 1964 até o seu assassinato em 1990 durante a Guerra Civil Moçambicana. Pela dedicação foi agraciado a título póstumo com a Medalha Bagamoyo, a distinção mais significativa do país, assim como o título de cidadão honorário de Moçambique um ano após a sua morte.

## Biografia
Gagnaux tirou o curso de medicina em Lausanne e, pouco tempo depois, pensou que preferia trabalhar num país do Terceiro Mundo. Foi para Lisboa fazer uma especialização em medicina tropical e, nessa altura, soube que a missão da Igreja Presbiteriana Suíça em Moçambique precisava de um médico no seu hospital, situado no bairro de Chamanculo. Chegou a Lourenço Marques em 13 de setembro de 1964 e, juntamente com sua esposa, que era técnica de laboratório, trabalhou durante onze anos nesse hospital.
A 2 de maio de 1990, nos últimos tempos da Guerra Civil Moçambicana, René Gagnaux foi assassinado. Pela sua dedicação, foi agraciado a título póstumo com a Medalha Bagamoyo, pelo governo de Moçambique.
A vida do René Gagnaux foi imortalizada num livro de banda desenhada, desenhado por Crisóstomo Zefanias, com argumento de Machado da Graça, intitulado “MASSASSANE”, o nome por que era popularmente conhecido na região onde trabalhou. Em 1998, Licínio Azevedo realiza o documentário "Massassani Afela Kwhatini" ou "O Homem Bom Morre Longe de Casa".
Dos seus quatro filhos, dois vivem na Suíça, os restantes vivem em Moçambique, casados com moçambicanas. O mais velho, Philippe Arthur Gagnaux, participou na organização de um grupo de cidadãos que concorreu às eleições para a Assembleia Municipal de Maputo, "Juntos Pela Cidade", tendo sido o seu candidato a Presidente do Conselho Municipal. A seguir à Independência de Moçambique, em 25 de junho de 1975, a saúde foi nacionalizada e o missionário-médico suíço foi transferido para Xai-Xai província de Gaza, durante 3 anos, só depois em 1978 para Xinavane, a cerca de 80 km a nordeste de Maputo. Durante os 12 anos que ali trabalhou, Gagnaux ganhou a confiança e o carinho, não só da população local, mas também de muitas pessoas de Maputo e de outras localidades, que o procuravam em Xinavane para receber os seus cuidados.

## Sua Obra
Formou inúmeros técnicos e enfermeiros de saúde e por onde passou sempre se preocupou em melhorar as condições de vida do pessoal de saúde, arranjou vários financiamentos para construção de infra-estruturas para acomodação e serviços médicos. Também participou na implementação do pequeno bloco cirúrgico e num serviço de RX, do centro de saúde da Manhiça onde trabalhava o seu filho igualmente médico. Intensificou as suas actividades na resolução dos problemas ligados a infertilidades e reprodução da mulher (fistulas vesico-recto-vaginais).

## Sua Personalidade
Extremamente dedicado ao trabalho, sacrificando-se constantemente para os pacientes que o procuravam. Servia sem limite de horários, tendo sofrido um ataque cardíaco do qual recuperou após repouso. Deixou muitas a vezes a sua família para segundo plano tal era a sua abnegação para com a sua missão. De uma humildade exemplar, apesar da sua fama cada vez mais presente nos moçambicanos desfavorecidos.